# James Nesbitt
James Nesbitt (ur. 15 stycznia 1965 w Ballymenie) – brytyjsko-irlandzki aktor.
Przełomem w jego karierze była rola Adama Williamsa w serialu Cold Feet. Później wystąpił m.in. w filmie Pięć minut nieba (2009) u boku Liama Neesona czy w dramacie filmowym Droga życia (2010). W trylogii filmowej Hobbit zagrał krasnoluda Bofura.
W 2016 został odznaczony Orderem Imperium Brytyjskiego (OBE).

## Filmografia

### Filmy
- 1997: Aleja snajperów jako Gregg
- 2005: Wszystko gra jako detektyw Banner
- 2009: Pięć minut nieba jako Joe
- 2010: Droga życia jako Jack
- 2011: Koriolan jako Sicinius
- 2012: Hobbit: Niezwykła podróż jako Bofur
- 2013: Hobbit: Pustkowie Smauga jako Bofur
- 2014: Hobbit: Bitwa Pięciu Armii jako Bofur

### Seriale
- 1992: Kroniki młodego Indiany Jonesa jako Yuri
- 1997–2003, 2016–2020: Cold Feet jako Adam Williams
- 2001–2007: Murphy’s Law jako Tommy Murphy
- 2003: Traktor Tom jako Matt (głos)
- 2007: Jekyll jako doktor Tom Jackman / pan Hyde / doktor Jekyll
- 2014: Zaginiony jako Tony Hughes
- 2021: Line of Duty jako były DCI Marcus Thurvell
- 2021: Zostań przy mnie (Stay Close) jako Michael Broome
- 2025: Tęsknię za tobą (Missing You) jako Dominic Calligan